# The London Gazette
The London Gazette är en av den brittiska regeringens officiella tidningar, där lagstiftning samt förvaltningsrättsliga och offentligrättsliga beslut gällande Storbritannien samt riksdelarna England och Wales kungörs. Dess systertidningar är The Edinburgh Gazette och The Belfast Gazette, som publicerar motsvarande innehåll för riksdelarna Skottland och Nordirland. 

## Historia
Tidningen grundades 7 november 1665 under namnet The Oxford Gazette, då kung Charles II flyttat sitt hov till Oxford för att undgå pestutbrottet i London.  Då kungen var rädd att vidröra tidningar från London, men inte heller ville avstå att ta del av nyheter, beordrade han att en nyhetstidning skulle tryckas på universitetets i Oxford tryckpress. 
The London Gazette är en av flera tidningar som gör anspråk på att vara den äldsta överlevande och med längst kontinuerlig utgivning.

## Innehåll
Tidningen innehöll från början både offentliga kungörelser och nyhetsrapportering. Idag utgörs dock innehållet nästan uteslutande av olika former av författningsreglerade tillkännagivanden. Sammantaget finns över 450 kategorier av notiser, fördelade på kungahuset och de kungliga ordnarna, regeringen och parlamentet, statliga utnämningar, transportsektorn, samhällsplanering, hälsa, miljö, vatten, obeståndsrätt och bolagsrätt.   Under 2020 har antalet kategorier inom hälsa ökat, till följd av en mängd kungörelser som relaterar till coronaviruspandemin. 
Historiskt har tidningen även rapporterat officiella krigsnyheter såsom krigsförklaringar, rapporter om slag och truppförflyttningar samt döda och sårade. På så sätt blev The London Gazette första tidning i Europa att publicera nyheten om den amerikanska självständighetsförklaringen, när tidningen den 6 augusti 1776 återgav utdrag ur två brev från General Howe till den brittiske kolonialministern Lord George Germain.  
Idag består militära nyheter främst av utnämningar och militära hedersomnämnanden, så kallade Mention in despatches.

## Utgivning
The London Gazette ges ut vardagar av The National Archives, på uppdrag av Her Majesty's Printer vid Her Majesty's Stationery Office. Tidningen trycks och ges ut digitalt av The Stationery Office, ett företag som bildades 1996 genom att tryckeridelen av Her Majesty's Stationery Office privatiserades. Materialet publiceras under Crown copyright (ung. statlig upphovsrätt). Merparten av materialet kan läsas på webbplatsen The Gazette, som är gemensam för de tre tidningarna.